# Sonia Mabrouk
Pour les articles homonymes, voir Mabrouk.
Sonia Mabrouk est une journaliste franco-tunisienne, née le 17 décembre 1976 ou 1977 à Tunis. Depuis 2013, elle intervient principalement en tant qu’animatrice de radio et de télévision.
Après avoir été journaliste à Jeune Afrique, elle anime des émissions sur Europe 1 entre 2013 et 2017, autour des Grandes Voix, poursuit en 2018 en menant un entretien dans la tranche 18 h – 20 h, puis à partir de 2019 avec l'entretien politique dans la matinale. À la télévision, elle est à l'antenne entre 17 h et 19 h sur CNews à partir de 2017, puis anime la tranche Midi News (12 h – 14 h) à partir de 2019.
Sur le plan politique, Sonia Mabrouk est située sur une ligne de droite conservatrice voire d'extrême droite.

## Biographie

### Origines et enfance
Sonia Mabrouk naît le 17 décembre 1976, ou 1977 à Tunis, où elle grandit.
Elle est issue d'un milieu imprégné de politique. Sa famille reçoit à son domicile des personnalités telles que Habib Bourguiba, président de la République entre 1957 et 1987. Sous son mandat, son grand-père paternel, Mongi Mabrouk, est ministre du Commerce, tandis que son oncle, Hédi Mabrouk, est ambassadeur de Tunisie en France puis le dernier ministre des Affaires étrangères de Bourguiba.
En 2010, Sonia Mabrouk obtient la nationalité française.

### Formation
Sonia Mabrouk est diplômée de l'école de commerce IHEC de Carthage, où elle enseigne quelques années plus tard. Elle suit ensuite un parcours à l'université Paris-I-Panthéon-Sorbonne,,,.

### Carrière professionnelle

#### Journaliste et animatrice
Béchir Ben Yahmed permet à Sonia Mabrouk d'intégrer la rédaction de l'hebdomadaire Jeune Afrique, où elle reste trois ans. En 2008, Jean-Pierre Elkabbach lui propose la présentation du journal sur Public Sénat.
À la rentrée 2013, elle devient l'animatrice du Débat des grandes voix le samedi de 13 h à 14 h sur Europe 1 et coanime la tranche d'infos du dimanche soir avec Patrick Roger. De janvier à juin 2016, le dimanche de 19 h à 20 h, elle anime Les grandes voix vous répondent puis à partir de septembre 2016 Les Éclaireurs de 19 h 20 à 20 h.
À partir de janvier 2017, elle anime également une émission autour des Grandes Voix d'Europe 1 en semaine de 17 h à 18 h en plus de celle du samedi midi mais laisse en revanche la présentation de l'émission Les Éclaireurs du dimanche soir à Nicolas Escoulan. À partir de la rentrée 2017, elle a sa propre émission sur CNews Les Voix de l'info, le 17 h – 19 h, et la présentation du 18 h – 20 h chaque dimanche sur Europe 1.
Lorsque Laurent Guimier, nouveau président-directeur général de la station, décide de remanier en profondeur la grille des programmes d'Europe 1, Sonia Mabrouk se voit confier une interview dans la tranche 18 h – 20 h à partir de la rentrée 2018. À partir de septembre 2019, elle anime la tranche « Midi News » sur CNews et présente sur Europe 1 l'entretien politique de 8 h 15, dans la matinale de Matthieu Belliard.
À la rentrée 2021, en plus de son entretien politique dans la matinale de Dimitri Pavlenko, elle anime l'émission politique dominicale Le Grand Rendez-Vous sur Europe 1, en partenariat avec CNews et Les Échos.

#### Promotion de la culture
En 2010, avec Marc Ladreit de Lacharrière, Sonia Mabrouk crée l'Association des musées méconnus de la Méditerranée (AMMed),.

### Vie personnelle
À partir de 2018, elle est la compagne du chef cuisinier Guy Savoy,, qu'elle a épousé. En novembre 2022, elle annonce leur rupture.
Le 25 mai 2023 est annoncée en couverture de Paris Match sa relation avec le chanteur Pascal Obispo, ce qu'elle infirme.
En mai 2024, elle annonce qu'elle quitte l'antenne (télévision et radio) pour plusieurs mois, le temps d'un congé maternité.

## Prises de position
Se déclarant musulmane,, « spirituelle attachée à l'idée de destin », Sonia Mabrouk affirme son attachement à la laïcité et estime que les catholiques français devraient se « désinhiber » pour combattre ce qu'elle qualifie d'« islam conquérant ».
Elle prend position notamment contre « la révolution racialiste », selon elle importée des États-Unis par des mouvements antiracistes, féministes et écologistes « totalitaires », considérant que ces courants sont complaisants avec l'islam et représentent une « véritable menace civilisationnelle ».
Interrogée sur la colonisation française en Tunisie, elle rejette le terme de « colonisation » et déclare : « C'était un protectorat. Et puis, est-ce que tout est à jeter ? C'est aussi un bel héritage qui permet à des gens comme moi de sublimer la France. »
Selon Libération, elle défend Éric Zemmour. Par ailleurs, elle dit admirer l'écrivain Michel Houellebecq.
Sur le plan économique, elle se définit comme libérale.
Sonia Mabrouk dit avoir été en butte, au fil de sa carrière, à des remarques sur son « accent arabe ». En 2021, Élisabeth Lévy, rédactrice en chef de la revue d'extrême droite Causeur, lance à Sonia Mabrouk, lors d'une émission télévisée, qu'elle a « une tête d'Arabe ».
Le 18 octobre 2021, au cours d'une interview sur Europe 1, Bruno Le Maire, ministre de l'Économie et des Finances affirme être « en opposition frontale avec le diagnostic » que fait Éric Zemmour, ce à quoi Sonia Mabrouk rétorque : « Vous ne voulez pas voir la réalité alors ? »,.
Le 15 mai 2023, lors d'une conférence avec Franck Ferrand au théâtre Montansier à Versailles, elle dénonce ce qu'elle qualifie d'« entrisme islamiste » et répond à la question des « racines spirituelles de la France » en déclarant qu'il s'agit du christianisme. Selon le média Télérama, elle ajoute qu'« aimer la France » consiste à « lutter contre les groupuscules décoloniaux et écologistes ». Le 29 février 2024, elle déclare devant les députés de la commission de contrôle de la télévision numérique terrestre que sa matinale sur la chaîne CNews respecte le pluralisme, dans un contexte où un relevé statistique effectué depuis septembre 2023 prouve que l'immense majorité des invités de sa matinale sont classés à droite ou à l'extrême droite des sensibilités politiques.

## Critiques
Le journal Libération estime en 2021 que Sonia Mabrouk est une « égérie de la droitosphère » et la baptise « directrice de la réaction », manière de qualifier ses idées de réactionnaires dans un jeu de mots avec « directrice de la rédaction ». La même année, L'Obs la mentionne comme une « égérie des milieux conservateurs ». Dans le même magazine, Fabrice Pliskin range Mabrouk « parmi les plus implacablement conservateurs » des présentateurs de la chaîne CNews. Le Monde la décrit comme une représentante de la droite radicale. Le Temps se demande si elle est une « grande dame conservatrice ou [la] caution smart de l'extrême droite ? ».
En juin 2023, Télérama voit en Sonia Mabrouk « une voix bien tracée à droite » et déplore les « refrains déclinistes » qu'elle a entonnés à Versailles le 15 mai, en compagnie de Franck Ferrand, dans le cadre d'une soirée organisée par Les Éveilleurs, un collectif créé dans le sillage de La Manif pour tous, proche du magazine d'extrême droite Valeurs actuelles et défendant des positions anti-IVG.

## Analyses
Selon le chercheur en littérature Johan Faerber, les livres de Mabrouk « réactivent trois valeurs d'extrême droite : l'appel au bon sens intuitif contre l'intellectualisme, la notion de sacré et l'appel à la reconquête du sentiment nationaliste contre le déclin civilisationnel ». L'intéressée dément être d'extrême droite.
Dans une étude consacrée à la notion de doxa, le sociologue Samuel Vernet analyse un extrait d'une émission animée par Sonia Mabrouk sur la chaîne CNews en 2018-2019 sur la question de la limitation des libertés publiques, pendant le mouvement des Gilets jaunes. Dans cette émission, Vincent Cespedes déclare : « Moi je comprends la violence, enfin c’est… », puis se fait interrompre par Sonia Mabrouk, s'attirant l'hostilité de la journaliste et des cinq autres invités présents. Vernet identifie la doxa sous-jacente aux réactions : « Ici, la prémisse doxique (supposément partagée par tout le monde) est que la violence est inacceptable, au point même que tenter d’y trouver une explication semble immoral. » Les réactions adoptent un ton indigné et consistent notamment en injonctions au silence. Vernet conclut : « Dans cette séquence, on identifie clairement une manière de “bien penser” (plutôt que de “bien dire”), c’est-à-dire une orthodoxie. Face à elle, le philosophe, isolé, brise les codes de cette orthodoxie. Les réactions indignées et la virulence du front commun contre Vincent Cespedes tendent à le présenter comme un être radical ; il est inaudible, et même disqualifié, hors du champ d’une discussion possible : ce qu’il dit n’est simplement pas dicible. »

## Publications
- Le monde ne tourne pas rond, ma petite-fille, Paris, Flammarion, 2017, 215 p. (ISBN 978-2-08-140737-4, 978-2-08-140918-7 et 978-2-08-140919-4, lire en ligne).
- Dans son cœur sommeille la vengeance (roman), Paris, Plon, 2018, 268 p. (ISBN 978-2-259-26338-2 et 978-2-259-26527-0, lire en ligne) ; et Mon poche, 2019, 330 p.  (ISBN 978-2-37913-044-1).
- Douce France, où est (passé) ton bon sens ? : Lettre ouverte à un pays déboussolé, Paris, Plon, 2019, 171 p. (ISBN 978-2-259-27682-5 et 978-2-259-27867-6, lire en ligne).
- Insoumission française : Décoloniaux, écologistes radicaux, islamo-compatibles, les véritables menaces, Paris, L'Observatoire, 2021, 126 p. (ISBN 979-10-329-0570-8 et 979-10-329-0572-2, lire en ligne).
- Reconquérir le sacré : La survie de l'Occident passera par le sacré, Paris, L'Observatoire, 2023, 140 p. (ISBN 979-10-329-2451-8 et 979-10-329-2453-2, lire en ligne).
- Et si demain tout s'inversait : Résistance ou allégeance ? L'heure des décroisades a sonné, Paris, Fayard, 2024, 320 p. (ISBN 978-2-213-72789-9 et 978-2-213-73020-2, lire en ligne).